# Judyta (obraz Valentina de Boulogne)

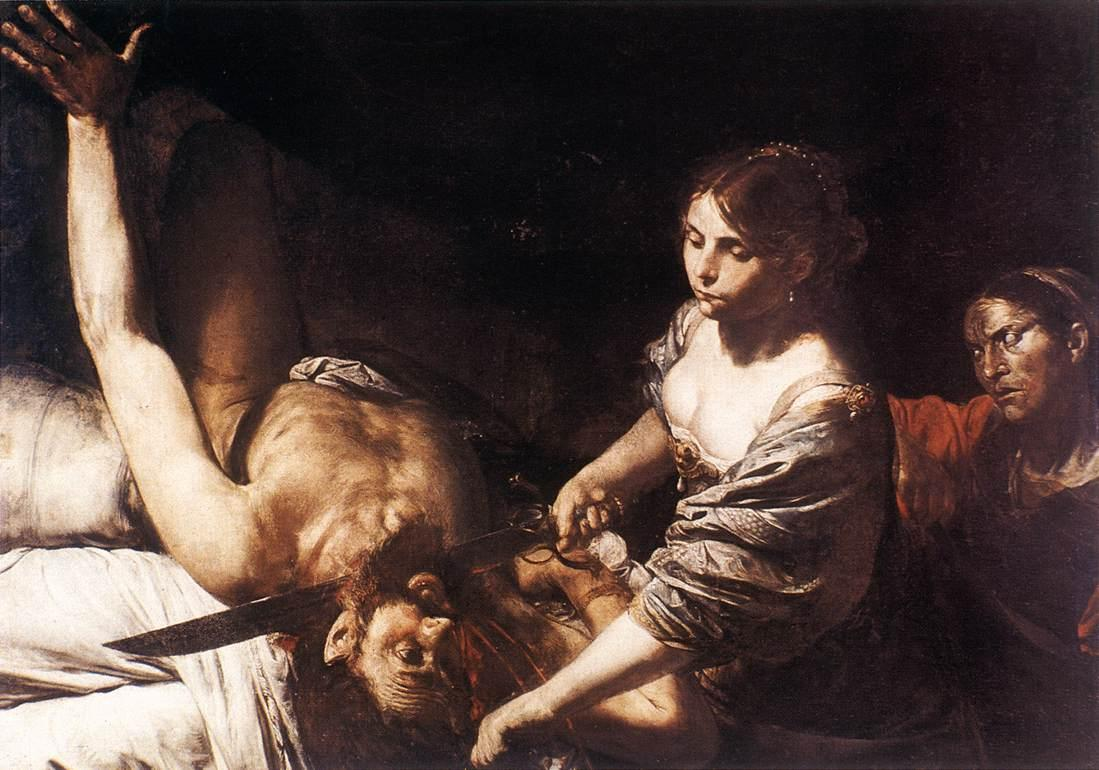
Judyta i Holofernes, National Museum of Fine Arts, Malta

Judyta – obraz olejny namalowany ok. 1626–1628 przez francuskiego artystę barokowego Valentina de Boulogne. Płótno należało do Ludwika XIV, obecnie znajduje się w Musée des Augustins, w Tuluzie.

## Opis obrazu
Temat obrazu został zaczerpnięty z biblijnej Księgi Judyty. Artysta przedstawił Judytę po powrocie do Betulii z odciętą głową asyryjskiego wodza Holofernesa i prawdopodobnie przemawiającą do Izraelitów. Młoda i piękna kobieta ukazana została w pozie wyrażającej tryumf nad pokonanym wrogiem. Jest ubrana w bogatą, niebieską suknię, ma uniesioną prawą rękę z wysuniętym palcem wskazującym, co podkreśla zasadność makabrycznego czynu, którego dokonała. Lewa ręka Judyty, wsparta w nadgarstku na wielkim mieczu, trzyma za włosy głowę pokonanego wroga. Tło obrazu jest nieokreślone, całość oświetlona jest silnym strumieniem światła z lewej strony, co umożliwiło malarzowi wykorzystanie walorów światłocienia. Kolorystyka obrazu jest ciepła, przeważają odcienie brązu z plamami czerwieni i koloru niebieskiego.

## Interpretacje
Motyw Judyty i Holofernesa był popularny w malarstwie renesansu i baroku. Poruszali go m.in. Andrea Mantegna, Giorgione, Lucas Cranach Starszy, Jacopo Tintoretto, Rubens i Caravaggio.
Symbolikę obrazu Valentina najlepiej oddają użyte kolory, biel oraz delikatność twarzy Judyty oznaczają czystość i szlachetność zamiarów. Niebieska barwa sukni, to kolor nieba świadczący o doniosłości misji i przyzwoleniu Niebios. Czerwień płachty, z której wyłania się głowa Holofernesa, to symbol pychy i władzy, atrybutów wodza i żołnierza. Czerń, w dole obrazu, w którą zwrócona jest głowa pokonanego wodza nawiązuje do jego śmierci.
W tradycji kościelnej Judyta jest typem Maryi, Matki Jezusa. Valentin de Boulogne przedstawił Judytę w sposób przypominający Marię. Natomiast miecz, który zdaje się być wbity w głowę Holofernesa jednoznacznie kojarzy się z krzyżem i symbolizuje zwycięstwo chrześcijaństwa nad poganami.
W 1626 r. Valentin de Boulogne namalował inny obraz Judyta i Holofernes, przedstawiający brutalną scenę dekapitacji i jednoznacznie nawiązujący do dzieła Caravaggia Judyta odcinająca głowę Holofernesowi.